# Oscar Alberto Dertycia Álvarez
Oscar Alberto Dertycia Álvarez més conegut com a Dertycia (Córdoba, 3 de març de 1965) és un exfutbolista argentí.

## Carrera futbolística

### Inicis
Va començar la seva trajectòria en les categories inferiors de l'Institut Atlètic Central Còrdova de la seva ciutat natal, club en el qual va esdevenir golejador històric de la formació i a més n'és seguidor declarat. D'aquí, va passar el 1988 a l'Argentinos Juniors on va ser golejador del torneig argentí la temporada 1988–1989. Dertycia va esdevenir el segon màxim golejador del futbol argentí de la dècada del 80 amb 105 gols.
Després va passar a la Fiorentina italiana. El seu fitxatge va ser rebut en Itàlia com a una autèntica revolució per a l'equip, el 1989. En la seva etapa italiana, va arribar a formar davantera en nombrosos partits amb un jove Roberto Baggio, i es proclamà campió de l'Scudetto Italià el 1989/90.

### Etapa espanyola
A partir d'aquí arriba al futbol espanyol. El seu primer equip va ser el Cadis CF, la temporada 90/91, on fou conegut com a "Mister Proper" per la seva alopècia, aconseguint d'un principi una consonància directa amb l'afició gaditana. Va marcar 6 gols en 21 partits en el conjunt gadità, sent un dels artífexs que el conjunt de cadis salvés la categoria. A l'any següent abandonaria el club. El seu següent equip va ser el CD Tenerife, on va militar de la temporada 91/92 fins a la temporada 93/94. La seva primera temporada amb Jorge Solari en la banqueta va ser acceptable (31 partits, 7 gols).
Mai no va arribar a comptar amb el seu entrenador compatriota del CD Tenerife, Jorge Valdano, que en el començament de la temporada 93/94. Però el seu esforç i lluita van fer que gairebé sempre entrés en els plans d'aquest (29 partits i 9 gols, 31 partits i 11 gols). Entre els seus gols més importants, es troba el que va marcar contra el R. Madrid, privant 
els merengues d'una lliga. Era un davanter centre nat, va marcar 27 gols en la seva etapa tinerfenya en 91 partits.
El seu darrer equip va ser l'Albacete Balompié, però l'entrenador Benito Floro no va comptar amb ell i només va marcar 6 gols en el conjunt manxec.

### Tornada a Amèrica
Va retornar a l'Argentina, on va militar en el Talleres de Còrdova i Institut Atlètic Central Còrdova. En l'any 2000 va passar per l'Esportiu Temuco xilè, amb poca fortuna, però a l'any següent va fitxar per l'equip argentí General Paz Juniors, on va realitzar una excel·lent temporada (25 partits, 6 gols), per la qual cosa l'Sport Coopsol (equip de la primera divisió del Perú) es va decidir a fitxar-li. Va ser la temporada de la seva retirada (2002), però, tanmateix, va marcar 24 gols en 44 partits.

## Curiositats
- Va ser internacional en diverses ocasions amb la selecció albiceleste, en la seva majoria per a partits amistosos.
- En la seva etapa italiana va tenir una lesió molt greu, que va estar a punt d'apartar-lo del futbol en actiu, i li va produir una alopècia nerviosa, per la qual es caracteritza en l'actualitat.